# Això no és una exposició d'art, tampoc
Això no és una exposició d'art, tampoc va ser una exposició d'art celebrada al Centre d'Art Contemporani Fabra i Coats entre el 28 de setembre del 2012 i el 27 de gener del 2013.
La mostra presentava obres de diversos artistes a través de les narratives i les estratègies de visibilitat que havien triat cadascun d'ells, on el «què» era més important que el «com». Hi havia les obres Guyana, d'Antonio Gagliano; Dibujos para un despacho de abogados laboralistas, d'Antonio Ortega; Un roman parlé (titre de travail), de Benjamin Seror; Telemistica i Discourse News, de Christian Jankowski; Playing the piano, de Fabienne Audeoud; Madera Curvada, de Gabriel Pericás; L'ensinistrament, de Joan Morey; Untitled (Vulture in the Studio), de João Onofre; 65, de Laia Estruch; Blue Moon, de Ryan Rivadeneyra, i Tienes fe en que hay paredes, hay suelo, de Tamara Kuselman.